# Self Made: Das Leben von Madam C.J. Walker
Self Made: Das Leben von Madam C.J. Walker (englisch Self Made: Inspired by the Life of Madam C.J. Walker; kurz Self Made) ist eine US-amerikanische biografische Drama-Miniserie über Madam C. J. Walker, eine der ersten Selfmade-Millionärinnen in den Vereinigten Staaten, basierend auf der Biografie On Her Own Ground: The Life and Times of Madam C. J. Walker. von A'Lelia Bundles, einer Nachfahrin von Walkers adoptierter Enkelin. Die vierteilige Staffel erschien auf Netflix am 20. März 2020.

## Hintergrund
Self Made basiert auf der Biografie On Her Own Ground: The Life and Times of Madam C. J. Walker von A'Lelia Bundles, die Enkelin der durch Lelia, Walkers Tochter, adoptierten Mae Walker. Im November 2016 erwarb Zero Gravity Management die Option zur Verfilmung, um eine Miniserie mit Octavia Spencer als Hauptdarstellerin und Produzentin zu entwickeln. Die William Morris Agency, die neben Spencer auch LeBron James repräsentiert, bewarb das Projekt bei diesem, worauf dieser als ausführender Produzent mit seiner Produktionsfirma SpringHill Entertainment dazustieß. Im Juli 2018 bestellte Netflix eine achtteilige Serie mit dem voraussichtlichen Titel Madam C.J. Walker. Die weitere Hauptbesetzung wurde im August 2019 bekanntgegeben. Anfang Januar 2020 verkündete Netflix den Titel der vierteiligen Serie Self Made sowie das Veröffentlichungsdatum und zeigte erste Bilder. Ein Trailer erschien am 25. Februar 2020, die Serie am 20. März.

## Handlung
Self Made erzählt den Karriere-Aufstieg von Sarah Breedlove, später Madam C.J. Walker genannt, einer Wäscherin zur erfolgreichen Unternehmerin als Vertreiberin ihrer eigenen Haarpflegeprodukte, und behandelt dabei auch Themen wie ihre Konkurrenz zu Addie Munroe (in Realität eigentlich Annie Malone), das Auseinanderbrechen ihrer Ehe und wie sie ihre Tochter Lelia Robinson, später A'Lelia Walker, in New York in das Geschäft einbindet.

## Episodenliste
| Nr. | Deutscher Titel            | Originaltitel            | Regie        | Drehbuch               |
| --- | -------------------------- | ------------------------ | ------------ | ---------------------- |
| 1 | Der Kampf des Jahrhunderts | The Fight of the Century | Kasi Lemmons | Nicole Jefferson Asher |
| Sarah Breedlove, eine Wäscherin mit Haarausfall, wird von Addie Munroe, die ihre eigene Haarpflegeprodukte vertreibt, behandelt. Als sie heimlich für Addie Produkte verkauft, setzt diese sie beleidigend herab. Sarah beschließt, ihre eigenen Produkte zu vertreiben, und zieht dafür mit ihrer Familie nach Indianapolis, wo sie ein erfolgreiches Geschäft in ihrem Haus betreibt. Als Addie auch dort auftaucht und Konkurrenz eröffnet, will Sarah sie mit einem größeren Angebot ausstechen, während dessen Produktion das Haus abbrennt. Sarah beschließt, sich von nun an Madam C.J. Walker zu nennen. |                            |                          |              |                        |
| 2 | Am eigenen Schopfe         | Bootstraps               | Kasi Lemmons | Janine Sherman Barrois |
| Nach einer Anzahlung auf ein Fabrikgebäude sucht Sarah nach Investoren und hofft, bei einem Kongress der National Negro Business League die Unterstützung von Booker T. Washington zu erlangen. Sie erhält dort keine Gelegenheit zu sprechen, redet aber mit seiner Frau Margaret, und Sarahs Mann gelingt es scheinbar, zu einer Dinnerparty einzuladen, zu der Washington aber nicht erscheint. Am nächsten Tag des Kongresses stürmt Sarah die Bühne und wirbt für weibliches Unternehmertum, wird aber von Washington sexistisch abgekanzelt: die schwarze Frau müsse auf ihren Platz verwiesen werden. Schließlich sind es die Frauen von Margarets Club, die in Sarah investieren.                                                               |                            |                          |              |                        |
| 3 | Ein Walker-Mädchen         | The Walker-Girl          | DeMane Davis | Elle Johnson           |
| C.J. entwickelt nach dem Gibson Girl die Werbekampagne des Walker-Girls und Sarah möchte in New York City ein neues Produkt in Discounterläden herausbringen. Statt ihren Mann nimmt sie ihre Tochter dorthin mit, wo sie W. E. B. Du Bois kennenlernen. Währenddessen fängt C.J. eine Affäre mit Dora Larrie an, eine von Sarahs Top-Fünf-Vertreterinnen, die von Addie abgeworben werden. Als Sarah zurückkehrt, erwischt sie die beiden. Lelia, die in der Arbeiterin Esther eine Geliebte hat, findet heraus, dass ihr Mann John für Addie spioniert und lässt sich von ihm scheiden. Sie fährt wieder nach New York, um ein Geschäft ihrer Mutter zu eröffnen.                                                                                     |                            |                          |              |                        |
| 4 | Eine stolze Geschäftsfrau  | A Credit to the Race     | DeMane Davis | Nicole Jefferson Asher |
| Sarah erfährt, dass sie an Nierenversagen sterben wird und drängt Lelia daher auf einen Erben. Sie lädt alle ihre Vertreterinnen für einen Kongress in ihr Anwesen in New York ein. Lelia richtet den Kontakt zu einer Drogeriekette ein, um die Produkte in ein Kaufhaus zu bringen. Für eine dazugehörige Werbekampagne wird das Mädchen Fairy Mae als Model engagiert. Weil Sarah C.J.s Scheidungspapiere nicht unterschreiben will, verrät Dora Addie, dass Sarahs Formel von ihr ist, worauf Addie sie droht zu verklagen. Auf dem Kongress streiken die Arbeiterinnen, weil sie durch den Deal mit dem Kaufhaus um ihre Jobs fürchten, sodass Sarah den Deal wieder auflöst, und Lelia präsentiert ihr ihren Erben: Fairy Mae, die sie adoptiert. |                            |                          |              |                        |
| Alle Folgen wurden weltweit am 20. März 2020 auf Netflix veröffentlicht. |                            |                          |              |                        |

## Besetzung und Synchronisation
Die deutschsprachige Synchronisation entstand nach Dialogbüchern von Sabine Sebastian und unter der Dialogregie von Dana Linkiewicz durch die TV+Synchron GmbH in Berlin.
| Rolle                              | Beschreibung           | Darsteller            | Synchronsprecher  |
| ---------------------------------- | ---------------------- | --------------------- | ----------------- |
| Sarah Breedlove/Madam C. J. Walker |                        | Octavia Spencer       | Arianne Borbach   |
| Lelia Robinson                     | Walkers Tochter        | Tiffany Haddish       | Dascha Lehmann    |
| Addie Munroe (real: Annie Malone)  | Walkers Konkurrentin   | Carmen Ejogo          | Ghadah Al-Akel    |
| Charles James Walker               | Walkers Ehemann        | Blair Underwood       | Matti Klemm       |
| Cleophus                           | Walkers Schwiegervater | Garrett Morris        | Freimut Götsch    |
| Ransom                             | Walkers Anwalt         | Kevin Carroll         | Marcus Off        |
| John Robinson                      | Lelias Ehemann         | J. Alphonse Nicholson |                   |
| Esther                             | Lelias Geliebte        | Mouna Traoré          | Aline Staskowiak  |
| Dora Larrie                        | C.J.s Geliebte         | Sydney Morton         | Marieke Oeffinger |

## Auszeichnungen/Nominierungen
Black Reel Television Awards 2020
- Herausragender Fernsehfilm oder Miniserie – Nominierung
- Herausragender Hauptdarsteller in einem Fernsehfilm oder Miniserie, für Blair Underwood – Auszeichnung
- Herausragende Hauptdarstellerin in einem Fernsehfilm oder Miniserie, für Octavia Spencer – Nominierung
- Herausragender Nebendarsteller in einem Fernsehfilm oder Miniserie, für Bill Bellamy – Nominierung
- Herausragende Nebendarstellerin in einem Fernsehfilm oder Miniserie, für Carmen Ejogo – Nominierung

Primetime Emmys 2020
- Herausragende Hauptdarstellerin in einem Fernsehfilm oder Miniserie, für Octavia Spencer – Nominierung

NAACP Image Awards 2021
- Herausragender Fernsehfilm oder Miniserie – Auszeichnung
- Herausragender Hauptdarsteller in einem Fernsehfilm oder Miniserie, für Blair Underwood – Auszeichnung
- Herausragende Hauptdarstellerin in einem Fernsehfilm oder Miniserie, für Octavia Spencer – Auszeichnung